# Памятник военнопленным Шталага 369
Памятник военнопленным Шталага 369 (пол. Pomnik Stalag 369) — памятник, находящийся в Кракове на улице Живецкой в сквере имени генерала де Голля. Посвящён военнопленным французской, бельгийской и голландской армий, погибшим в концентрационном лагере Шталаге 369.
Памятник был открыт 3 августа 1966 года в присутствии польских и французских официальных лиц. Памятник был установлен по инициативе польского профессора Яна Харасымовича, который принимал активное участие в помощи военнопленным в годы Второй мировой войны. Автором памятника был польский архитектор Виктор Зин.
Памятник представляет собой гранитовый камень, на котором находится надпись на польском языке:

STALAG 369

TEREN

B. HITLEROWSKIEGO

OBOZU KARNEGO

JEŃCÓW

WOJENNYCH

Камень стоит на цоколе, на котором находится табличка с подобным текстом на французском и голландском языках.